# 14 Ирена
14 Ирена е много голям астероид от основния пояс. Той е открит от Дж. Р. Хинд на 19 май 1851 и е наречен на Ирена, олицетворяваща мира в гръцката митология. Тя е една от орите, дъщеря на Зевс и Темида. Името е предложено от сър Джон Хершел.